# Sveriges ambassad i Reykjavík
Sveriges ambassad i Reykjavík är Sveriges diplomatiska beskickning i Island som är belägen i landets huvudstad Reykjavík. Beskickningen består av en ambassad, ett antal svenskar utsända av Utrikesdepartementet (UD) och lokalanställda. Ambassadör sedan 2024 är Louise Calais.

## Historia
Sveriges har haft officiell närvaro i Reykjavík sedan 1911. Ambassaden upprättades 1944 och föregicks av en period med officiell representation på lägre nivåer.

## Verksamhet
Ambassadens uppgift är att representera Sverige och den svenska regeringen i Island och att främja Sveriges intressen. På det konsulära området är det ambassadens uppgift att hjälpa svenska medborgare som bor i eller besöker Island och isländska medborgare som vill besöka Sverige.

## Fastigheter
Ambassadkansliet ligger i ett kontorskomplex cirka två och en halv kilometer öster om stadskärnan och omfattas av ett våningsplan i en fem våningar hög kontorsbyggnad. Våningsplanet förvärvades av svenska staten 1981. Husets är ritat av arkitekt Gunnar Hansson.
Ambassadörens residens ligger centralt i Reykjavík och byggdes 1924 efter ritningar av arkitekt Gudjon Samúelsson. Fastigheten förvärvades av svenska staten 1935/36. Residenset tillbyggdes 1937 efter ritningar av Gunnlaugur Halldórsson. Garaget byggdes 1948 efter ritningar av Gunnlaugur Pálsson. Fastigheten omfattar tre plan med källare byggt i sten. Det har putsade fasader och ett tak belagt med korrugerad plåt. En trädgårdsmur omfattar tomten med dess gräsmattor, träd och rabatter.

## Beskickningschefer
| Namn                     | Period    | Funktion          |
| ------------------------ | --------- | ----------------- |
| Clas Otto Johansson      | 1940–1946 | Chargé d’affaires |
| Clas Otto Johansson      | 1946–1947 | Envoyé            |
| Harald Pousette          | 1947–1951 | Envoyé            |
| Leif Öhrvall             | 1951–1953 | Chargé d’affaires |
| Leif Öhrvall             | 1953–1955 | Envoyé            |
| Sten von Euler-Chelpin   | 1955–1955 | Envoyé            |
| Sten von Euler-Chelpin   | 1956–1961 | Ambassadör        |
| August von Hartmansdorff | 1962–1965 | Ambassadör        |
| Gunnar Granberg          | 1965–1972 | Ambassadör        |
| Olof Kaijser             | 1972–1978 | Ambassadör        |
| Ethel Wiklund            | 1978–1983 | Ambassadör        |
| Gunnar-Axel Dahlström    | 1983–1987 | Ambassadör        |
| Per Olof Forshell        | 1987–1991 | Ambassadör        |
| Göte Magnusson           | 1992–1994 | Ambassadör        |
| Pär Kettis               | 1994–1998 | Ambassadör        |
| Herman af Trolle         | 1999–2002 | Ambassadör        |
| Bertil Jobeus            | 2002–2005 | Ambassadör        |
| Madeleine Ströje-Wilkens | 2005–2009 | Ambassadör        |
| Anders Ljunggren         | 2009–2013 | Ambassadör        |
| Bosse Hedberg            | 2013–2017 | Ambassadör        |
| Håkan Juholt             | 2017–2020 | Ambassadör        |
| Pär Ahlberger            | 2020–2024 | Ambassadör        |
| Louise Calais            | 2024–idag | Ambassadör        |